# Greifswalder Ukrainicum
Greifswalder Ukrainicum — Ґра́йфсвальдський Украї́нікум — щорічна міжнародна наукова конференція присвячена українознавству, яка проводиться у місті Ґрайфсвальд (Німеччина).
Конференція була заснована 20 червня 2000 р. фундацією Альфрід Крупп фон Бьолен і Хальбах, федеральною землею Мекленбург — Передня Померанія та Ґрайфсвальдським університетом ім. Ернст-Моріц-Арндта.
Безпосереднім організатором виступає наукова колегія ім. Альфріда Круппа. Серед тем семінарів та доповідей на конференції пропонуються різні аспекти української історії, суспільного життя та літературознавства. Зазвичай серед учасників конференції присутні провідні українознавці світу. При цьому участь у конференції відкрита для всіх охочих. В рамках заходу пропонуються також курси української мови.
Наукова програма «Літньої академії», що проходить при безпосередній участі викладачів Ґрайфсвальдського університету: доповіді, семінари, симпозіуми, робота в міждисциплінарних групах та дослідницьких проєктах — розрахована на студентів, осіб з вищою освітою та молодих вчених.